# (2274) Ehrsson
(2274) Ehrsson (1976 EA; 1931 AU; 1935 FO; 1950 HN1; 1957 DB) ist ein Asteroid des inneren Hauptgürtels, der am 2. März 1976 vom schwedischen Astronomen Claes-Ingvar Lagerkvist am Observatorium Kvistaberg in der Gemeinde Upplands-Bro zwischen Uppsala und Stockholm (IAU-Code 049) entdeckt wurde.

## Benennung
(2274) Ehrsson wurde nach einem Freund des Entdeckers Claes-Ingvar Lagerkvist benannt.